# Heat (shorttrack)
Heat is een term uit het shorttrack die staat voor de eerste ronde in een shorttracktoernooi. De rijders zijn hier op basis loting ingedeeld in ritten, van waaruit de eerste 2 rijders van elke rit zich plaatsen voor de eerste groep van de halve finale. Deze rijders maken kans om in de belangrijkste finale (A-finale) terecht te komen. De andere rijders gaan door naar de tweede groep die rijdt voor de C- en D-finale.